# Seleção Georgiana de Futebol
A Seleção Georgiana de futebol (em georgiano: საქართველოს ფეხბურთის ფედერაცია) representa a Geórgia nas competições de futebol da FIFA. Tem como seu maior feito ser a seleção campeã da Liga das Nações da UEFA D de 2018-19.

## História
A história da Seleção Georgiana começou em 1990, quando o time jogou sua primeira partida oficial contra a Lituânia, o primeiro país a aceitar um convite. O jogo aconteceu em 27 de maio de 1990, no estádio Boris Paichadze, em Tbilisi. O técnico era Givi Nodia. O amistoso terminou em um empate de 2x2. 
Essa foi a única partida antes da declaração de independência da União Soviética pela Geórgia (em 9 de abril de 1991). Depois, foi jogado um novo amistoso contra a Moldávia.
A Federação Georgiana de Futebol se tornou membro tanto da UEFA quanto da FIFA em 1992, permitindo assim que a equipe disputasse jogos oficiais. A primeira dessas foi em setembro de 1994, uma derrota de 1x0 para a Moldávia, valendo para as eliminatórias da Eurocopa de 1996. A Geórgia terminou em 3° lugar no grupo, a frente da Moldávia e do País de Gales, mas 7 pontos atrás do segundo colocado, a Bulgária.
A seleção também falhou ao tentar se classificar para a Copa do Mundo de 1998, na França, conseguindo 10 pontos e terminando no 4º lugar (empatada com a Polônia). Nesse meio tempo, a Geórgia alcançou o 42º lugar no ranking da FIFA.
Nas eliminatórias da Eurocopa de 2000, a equipe ganhou um jogo, empatou dois e perdeu o resto, terminando na lanterna de seu grupo, com cinco pontos. Essa época marcou o início do declínio do futebol georgiano.
O time também terminou em último lugar com sete pontos nas eliminatórias da Eurocopa de 2004, apesar de ter ganhado da Rússia, com um gol de Malkhaz Asatiani.
Nas eliminatórias para a Copa do Mundo de 2006, a Geórgia ganhou do Cazaquistão fora de casa por 2x1 e da Albânia em Tbilisi, por 2x0. Porém, terminaram em penúltimo lugar, no Grupo 2.
Ficou em penúltimo novamente nas eliminatórias para a Euro 2008, com 10 pontos. Ganharam da Escócia por 2x0 e das Ilhas Faroe por 3x1 em casa e 6x0 fora.
O argentino Héctor Cúper se tornou o novo técnico da seleção, em agosto de 2008. Nas eliminatórias para a Copa de 2010, a Geórgia não conseguiu ganhar nenhuma partida, ficando na lanterna de seu grupo mais uma vez. O ex-técnico da Inter de Milão não renovou seu contrato, e em 6 de novembro de 2009, o ex-meia Temuri Ketsbaia assumiu o cargo, permanecendo até novembro de 2014. Deixou a seleção após a derrota por 4 a 0 frente à Polônia, sendo substituído por Kakhaber Tskhadadze, que defendeu a antiga Seleção da CEI em 1992, e que representou seu país em 25 partidas entre 1991 e 1998.
Em 2018, começa a Liga das Nações da UEFA e a seleção participaria da liga D, em um grupo com Cazaquistão, Letônia e Andorra. Conseguiu ficar em primeiro no grupo, com 5 vitórias e apenas com um empate contra a seleção de Andorra. Somando 16 pontos, foi a campeã da divisão, conseguindo a promoção pra a liga C e disputar os playoffs para a Eurocopa de 2020.
Em 2024, fez história ao classificar-se pela primeira vez na história para a Eurocopa. No primeiro playoff da fase final de classificação para o Campeonato Europeu, os Cruzados venceram o Luxemburgo por 2 a 0, avançando para a última fase. No último jogo do playoff, a Geórgia, após a vitória por 4 a 2 nos pênaltis sobre a Grécia, conseguiu pela primeira vez a classificação para a Eurocopa de 2024, que será disputada na Alemanha.

## Desempenho em Copas do Mundo
- 1930, 1934 e 1938 - Não entrou.
- De 1950 a 1990 - Não entrou. Era parte da URSS.
- De 1994 a 2018 (Já independente) - Não se classificou.

## Desempenho em Eurocopas
| Ano   | Fase                      | Posição                   | J                         | V                         | E                         | D                         | GP                        | GC                        |
| ----- | ------------------------- | ------------------------- | ------------------------- | ------------------------- | ------------------------- | ------------------------- | ------------------------- | ------------------------- |
| 1960  | Fazia parte da URSS       | Fazia parte da URSS       | Fazia parte da URSS       | Fazia parte da URSS       | Fazia parte da URSS       | Fazia parte da URSS       | Fazia parte da URSS       | Fazia parte da URSS       |
| 1964  | Fazia parte da URSS       | Fazia parte da URSS       | Fazia parte da URSS       | Fazia parte da URSS       | Fazia parte da URSS       | Fazia parte da URSS       | Fazia parte da URSS       | Fazia parte da URSS       |
| 1968  | Fazia parte da URSS       | Fazia parte da URSS       | Fazia parte da URSS       | Fazia parte da URSS       | Fazia parte da URSS       | Fazia parte da URSS       | Fazia parte da URSS       | Fazia parte da URSS       |
| 1972  | Fazia parte da URSS       | Fazia parte da URSS       | Fazia parte da URSS       | Fazia parte da URSS       | Fazia parte da URSS       | Fazia parte da URSS       | Fazia parte da URSS       | Fazia parte da URSS       |
| 1976  | Fazia parte da URSS       | Fazia parte da URSS       | Fazia parte da URSS       | Fazia parte da URSS       | Fazia parte da URSS       | Fazia parte da URSS       | Fazia parte da URSS       | Fazia parte da URSS       |
| 1980  | Fazia parte da URSS       | Fazia parte da URSS       | Fazia parte da URSS       | Fazia parte da URSS       | Fazia parte da URSS       | Fazia parte da URSS       | Fazia parte da URSS       | Fazia parte da URSS       |
| 1984  | Fazia parte da URSS       | Fazia parte da URSS       | Fazia parte da URSS       | Fazia parte da URSS       | Fazia parte da URSS       | Fazia parte da URSS       | Fazia parte da URSS       | Fazia parte da URSS       |
| 1988  | Fazia parte da URSS       | Fazia parte da URSS       | Fazia parte da URSS       | Fazia parte da URSS       | Fazia parte da URSS       | Fazia parte da URSS       | Fazia parte da URSS       | Fazia parte da URSS       |
| 1992  | Foi representado pela CEI | Foi representado pela CEI | Foi representado pela CEI | Foi representado pela CEI | Foi representado pela CEI | Foi representado pela CEI | Foi representado pela CEI | Foi representado pela CEI |
| 1996  | Não classificou-se        | Não classificou-se        | Não classificou-se        | Não classificou-se        | Não classificou-se        | Não classificou-se        | Não classificou-se        | Não classificou-se        |
| 2000  | Não classificou-se        | Não classificou-se        | Não classificou-se        | Não classificou-se        | Não classificou-se        | Não classificou-se        | Não classificou-se        | Não classificou-se        |
| 2004  | Não classificou-se        | Não classificou-se        | Não classificou-se        | Não classificou-se        | Não classificou-se        | Não classificou-se        | Não classificou-se        | Não classificou-se        |
| 2008  | Não classificou-se        | Não classificou-se        | Não classificou-se        | Não classificou-se        | Não classificou-se        | Não classificou-se        | Não classificou-se        | Não classificou-se        |
| 2012  | Não classificou-se        | Não classificou-se        | Não classificou-se        | Não classificou-se        | Não classificou-se        | Não classificou-se        | Não classificou-se        | Não classificou-se        |
| 2016  | Não classificou-se        | Não classificou-se        | Não classificou-se        | Não classificou-se        | Não classificou-se        | Não classificou-se        | Não classificou-se        | Não classificou-se        |
| 2021  | Não classificou-se        | Não classificou-se        | Não classificou-se        | Não classificou-se        | Não classificou-se        | Não classificou-se        | Não classificou-se        | Não classificou-se        |
| 2024  | Oitavas de final          | 15/24                     | 4                         | 1                         | 1                         | 2                         | 5                         | 8                         |
| Total | 1/17                      | 0 títulos                 | 4                         | 1                         | 1                         | 2                         | 5                         | 8                         |